# Arisaema auriculatum
Arisaema auriculatum — многолетнее травянистое клубнелуковичное растение, вид рода Аризема (Arisaema) семейства Ароидные (Araceae).

## Ботаническое описание
Раздельнополые растения.
Клубень шаровидный, маленький, 1—2 см в диаметре, с короткими столонами.

### Листья
Катафиллов три, коричневато-фиолетовые, с крошечными чёрными полосками, 18 см длиной, на вершине тупые.
Лист один. Черешок зеленоватый, с сероватыми пятнами, 20—30 см длиной, примерно на 1⁄3 вложенные во влагалища, образующих ложный стебель. Листовая пластинка перистораздельная из (7)9—15 листочков; листочки сидячие, обратноланцетовидные или продолговатые, сходящиеся в основании, края цельные или выемчатые, вершина заострённая; центральный листочек обычно больше или равен боковым; боковые листочки 10—12 см длиной, 2,5—3,5 см шириной, наиболее удалённые 1,5—4 см длиной, 0,3—1,5 см шириной.

### Соцветия и цветки
Соцветие появляется раньше листьев. Цветоножка серовато-зелёная с беловатыми пятнами, короче черешков, 15—25 см длиной. Покрывало 7—12 см длиной; трубка зелёная или бледно-коричневая, плотно покрытая тёмно-фиолетовыми или тёмно-коричневыми пятнами, узко-цилиндрическая, 4—6 см длиной, 7—15 мм шириной. Пластинка глубоко-трёхлопастная; лопасти зелёные или фиолетовые, часто покрытые тёмно-фиолетовыми или чёрными пятнами на задней поверхности; боковые лопасти продолговатые или обратноланцетовидные, 20—25 мм длиной, около 7 мм шириной, переходячие в ухообразные выросты устья трубки; центральная лопасть от овальной до эллипсоидной, 2—3 см длиной, 1,4—1,8 см шириной, в основании сжатая, на вершине заострённая, загнутая.
Початок однополый. Женская зона коническая, 12—15 мм длиной, 6—7 мм в диаметре; завязь зелёная, яйцевидная; рыльце сидячее; мужская зона 1,5—2 см длиной, узкая; синандрий рыхлый; пыльники сидячие, фиолетовые, шаровидные; теки вскрывающиеся верхушечным разрезом. Придаток сидячий, восходящий, извилистый, тёмно-фиолетовый, до нитевидного, 7—12 см длиной, 1—2 мм в диаметре у основания.
Цветёт в апреле — июне.

### Плоды
Соплодие шаровидное. Плоды — красные ягоды.

## Распространение
Встречается в Китае: Сычуань, Юньнань.
Растёт в смешанных вечнозелёных лесах, бамбуковых рощах, вторичных лесах, во влажных долинах; на высоте от 1400 до 3100 м над уровнем моря.

## Классификация

### Разновидности
В пределах вида выделяются две разновидности:
- Arisaema auriculatum var. auriculatum
- Arisaema auriculatum var. hungyaense (H.Li) Gusman & L.Gusman — Сычуань